# الحشيش في مصر

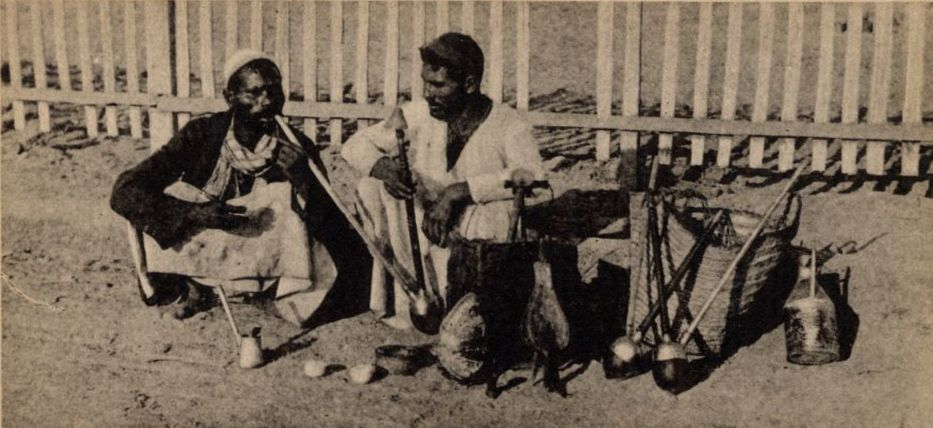
بطاقة بريدية بعنوان "مشاهد الأنماط المصرية. - "حشيش المدخنين" - "مخدر الحشيش"

الحشيش، المعروف أيضًا بالقنب، يُعتبر غير قانوني في مصر. ومع ذلك، يُستخدم بشكل واسع ويُعتبر جزءًا من الثقافة الشائعة في البلاد من قبل العديد من الأفراد. بشكل عام يُعاقب على تهريب الحشيش على نطاق واسع بعقوبة الإعدام أو السجن المؤبد، ويمكن أن تكون العقوبات المفروضة على حيازة كميات صغيرة مشددة جدًا. ولكن على الرغم من ذلك، فإن تطبيق القوانين المتعلقة بالقنب يتسم بالتراخي في العديد من المناطق في مصر.

## التاريخ
تشير الدلائل إلى أن الحشيش كان موجودًا في مصر منذ حوالي 3000 سنة قبل الميلاد. ومع ذلك، لم يتم توثيق استخدامه لأغراض نفسية خلال هذه الفترة. وذكرت إحدى الدراسات، التي صدرت في عام 1980، أن زراعة القنب في مصر بدأت منذ "ما يقرب من ألف سنة". خلال هذه الفترة، تم استخدام الحشيش لصنع الحبال، كما كان يُزرع لأغراض طبية. ويُعتقد أن استخدام القنب في مصر لإنتاج الحشيش قد بدأ منذ "ثمانية أو تسعة قرون".
تشير المصادر إلى أن الحشيش أُدخل إلى مصر على يد "المسافرين الإسلاميين الصوفيين" من سوريا في عهد الأسرة الأيوبية خلال القرن الثاني عشر الميلادي. تم توثيق استهلاك الحشيش من قبل الصوفيين المصريين في القرن الثالث عشر الميلادي، كما وُثق نوع فريد من الحشيش أُشير إليه باسم القنب الهندي خلال تلك الفترة. في ذلك الوقت، كان يُعرف القنب الهندي باسم "الحشيشاب"، وكان يُزرع في الحدائق ويُعتبر موجودًا فقط في مصر. يعود إنفاذ قوانين مكافحة القنب إلى أوائل القرن الرابع عشر، حيث كانت العقوبات تشمل سحب أسنان مستخدمي القنب في مصر.

## القنب في مصر القديمة
عُثر على صور نبتة القنب التي يستخلص منها الحشيش والبانجو في العديد من المخطوطات والنقوش، وقد كان المصريون القدماء يعرفون الفرق بين نبتة القنب الذكر والأنثى، حيث فضلوا النبتة الأنثوية لجودتها العالية. ويتفق جميع علماء المصريات في العصر الحديث أن القنب قد أستخدم من قبل المصريين القدماء في إنتاج الحبال والسفن والقوارب الشراعية والأقمشة، بالإضافة الى كونه أحد المكونات الطبية حسب الجزء المستخدم من النبتة.  ورغم أن الأدلة على زراعة المصريين القدماء للقنب قليلة جدًا، إلا أن هناك إشارات عديدة لتوافره في الحياة البرية في مصر القديمة.
في بردية إيبوير الفرعونية، التي تعود لأكثر من 1550 سنة قبل الميلاد، وُصفت استخدامات علاجية للعديد من النباتات، بما في ذلك نبتة القنب التي استخدمت في علاج الالتهابات والقيء. وتمت الإشارة إلى استخدامها كمداس على أظافر القدم لتخفيف ألم الأصابع، ولعلاج ديدان الجهاز الهضمي والديدان الجلدية. كما أشارت البردية إلى استخدام هذه النبتة لعلاج الاضطرابات النفسية والجسدية، حيث فسروا ان ما ينتج عن تناولها من هلاوس وضلالات على أنها طرد للأرواح الخبيثة الشريرة الساكنة داخل المريض المتعاطي. ولم يكن لديهم تصور بأنها قد تكون السبب الرئيسي هذه الحالة. وفي بردية الراميسيوم الثالث، التي تعود إلى 1700 قبل الميلاد، تم ذكر القنب في وصفة طبية لعلاج مرض الجلوكوما (مرض يصيب العين). وفي بردية فيينا، التي تعود إلى 200 سنة بعد الميلاد، ذكر مؤرخ صقلي يوناني أن النساء المصريات كن يستخدمن الحشيش كنوع من الأدوية التي تخفف من الحزن وتضاعف الفكاهة، وكذلك لتخفيف الأرق، وكمسكن لألم الدورة الشهرية.  وتكرر ذكر القنب في عدة برديات أخرى، مثل بردية تشستر بيتي السادس (1300 قبل الميلاد)، وبردية هيرست (1550 قبل الميلاد)، وبردية بروغش (1350 قبل الميلاد).
كما أُكتشفت مومياء ملفوفة في نسيج مصنوع من القنب، وتم العثور على حبوب لقاح القنب على مومياء رمسيس الثاني، المتوفى في 1213 قبل الميلاد. كما اكتشف علماء الآثار أيضًا ثلاثة خيوط من خيوط القنب في حفرة حجرية، مرتبطة بحصيرة كبيرة مع حبال القنب الأخرى في الأنقاض التي عُثِر عليها في مدينة أخناتون (العمارنة).

### الفترة الفرنسية
في القرن الثامن عشر، كتب أحد ضباط الجيش الفرنسي أن «كتلة الذكور [المصريين] في حالة ذهول دائمة» بسبب استخدام الحشيش. أثناء غزو نابليون بونابرت لمصر في عام 1798، كان الكحول غير متاح نظرًا لطبيعة البلاد الإسلامية. وبدلاً من الكحول، لجأت قوات بونابرت إلى تجربة الحشيش، وراق لهم استعماله. ونتيجة للاستهلاك الملحوظ للحشيش بين القوات، تم حظر تدخينه واستهلاك المشروبات التي تحتوي عليه في أكتوبر عام 1800. ومع ذلك، تجاهل معظم الجنود هذا الحظر. بعد ذلك، تم فرض حظر على المشروبات التي تحتوي على الحشيش في المقاهي المصرية، وأُغلقت المقاهي التي قامت ببيعها، وتم اعتقال أصحابها. خلال هذه الفترة، تم تدمير الحشيش المستورد من بلدان أخرى عن طريق الحرق. عند انتهاء الاحتلال الفرنسي في عام 1801، أحضرت القوات الفرنسية إمدادات الحشيش معها إلى فرنسا، مما يدل على استمرار أهمية هذه النبتة في السياقات الاجتماعية والثقافية.

### الفترة العثمانية
في عام 1877، فرضت الحكومة العثمانية في القسطنطينية تدمير جميع الحشيش في مصر، وفي عام 1879 تم حظر استيراد القنب من قبل الخديويين في مصر.

### الفترة البريطانية
في عام 1882، احتل البريطانيون مصر، التي ظلت اسمياً مقاطعة عثمانية مستقلة ذاتياً، ولكن البريطانيين كانوا يسيطرون عليها بحكم الواقع. بعد فترة وجيزة من الاحتلال، أصدرت الحكومة المصرية حظراً على زراعة القنب في عام 1884. ومع ذلك، سمح للمسؤولين بمصادرة وتصدير الحشيش المحتجز بدلاً من تدميره، ولكن على الرغم من هذه التدابير، استمر إنتاج وبيع القنب بشكل ملحوظ. وكانت السلطات تغلق بشكل روتيني المباني التي تم استهلاك القنب فيها، واستمرت هذه الممارسات حتى القرن العشرين.

## اقتصاد
يزرع القنب على مدار العام في شبه جزيرة سيناء وفي صعيد مصر.حيث تتركز التجارة إلى حد كبير في سيناء، حيث كانت هذه المنطقة الهدف الرئيسي لجهود الاستئصال، وتم القضاء على 7 ملايين من نباتات القنب (إلى جانب 10.3 ملايين من نباتات الأفيون) هناك في عام 1994.

## ثقافة القنب
في عام 1800، لاحظت القوات الفرنسية في مصر أن بعض السكان على حد سواء يدخنون «بذور» نبات القنب، وكذلك يصنعون مشروبا من القنب. تم تسجيل عدد من محضرات القنب جنبًا إلى جنب مع غيرها من النباتات ذات التأثير النفسي في مصر، بما في ذلك البوظة التي كانت مزيجا من القنب مجتمعة مع زوان مسكر، ومزيج من تدخين الشيشة مع بنج أسود. أشارت دراسة مصرية عام 1980 إلى أن التدخين كان أكثر الطرق شيوعًا لاستهلاك القنب (89.4٪ ممن شملهم الاستطلاع)، حيث يستخدم غالبية المدخنين أنابيب المياه. كما أشار تقرير صدر عام 1925 إلى أن الحشيش «المخلوط بالسكر والمطبوخ بالزبدة والنكهة»، كان يستخدم في صنع الحلوى المعروفة في مصر باسم "المنزل" و"المعجون" و"الجراويش".

## التشريعات المتعلقة بالحشيش في مصر
صدر أول تشريع حديث يتعلق بالحشيش في مصر في عام 1879، عندما تم إصدار أمر ملكي بتجريم استيراد الحشيش وزراعته. وفي عام 1891، استمرت جهود المشرع لوضع عقوبات أشد، حيث تم فرض غرامة قدرها خمسون جنيهًا عن كل فدان أو جزء من الفدان يُزرع حشيشًا.